# Hilda Clelia Aguirre
Hilda Clelia Aguirre de Soria (La Rioja, 11 de abril de 1960) es una psicóloga social y política argentina del Partido Justicialista, que se desempeña como diputada nacional por la provincia de La Rioja desde 2019, con un mandato previo entre 2007 y 2011. También fue senadora nacional por la misma provincia entre 2011 y 2017.

## Carrera
Entre 1997 y 1999, fue subsecretaria del Consejo de la Tercera Edad de la provincia de La Rioja y, entre 2000 y 2004, fue gerente de Administración de Recursos en la Agencia Provincial de Cultura. Al ser electo Ricardo Quintela como intendente de La Rioja renunció y pasó a ser Directora de Cultura Municipal. Con la destitución de Angel Eduardo Maza renunció a su cargo en la Municipalidad y fue designada como Presidenta de la Agencia de Cultura de La Rioja del gobierno de Luis Beder Herrera.
En las elecciones legislativas de 2007, fue elegida diputada nacional por la provincia de La Rioja. integrando el bloque del Frente para la Victoria. Fue vicepresidenta segunda de la comisión de Cultura; y vocal en las comisiones de Discapacidad; Juicio Político; Tercera Edad; y Vivienda y Ordenamiento Urbano.
En las elecciones legislativas de 2011, fue elegida senadora nacional por La Rioja (por la alianza Frente Popular Riojano), acompañando en la lista al Dr Carlos Saul Menem completando su mandato en 2017. Fue vicepresidenta de la comisión de Asuntos Administrativos y Municipales; y vocal en las comisiones de Infraestructura, Vivienda y Transporte; Población y Desarrollo Humano; Ciencia y Tecnología; Educación y Cultura; Salud; Banca de la Mujer; y la comisión administradora de la Biblioteca del Congreso de la Nación. También presidió el grupo parlamentario de amistad con Japón.
Junto a los senadores Jaime Linares y Ada Rosa del Valle Itúrrez de Cappellini, fue impulsora de la Ley Brisa.
En las elecciones legislativas de 2019, volvió a ser elegida a la Cámara de Diputados de la Nación, al ubicarse en el segundo lugar de la lista del Frente de Todos, encabezada por Sergio Casas. Se desempeña como vicepresidenta primera de la comisión de Análisis y Seguimiento de Normas Tributarias y Previsionales; y como vocal en las comisiones de Cultura; Derechos Humanos y Garantías; Previsión y Seguridad Social; Turismo; y Vivienda y Ordenamiento Urbano.
En diciembre de 2020 fue la única diputada de su provincia en votar a favor de la Ley de Interrupción Voluntaria del Embarazo.
En el ámbito partidario, en marzo de 2020 fue elegida integrante de la Junta Electoral del Partido Justicialista nacional. En el ámbito privado, posee una fundación que ayuda a las mujeres vulnerables y al colectivo LGBT.